# Kenoaplousina grandipora
Kenoaplousina grandipora is een mosdiertjessoort uit de familie van de Ellisinidae. De wetenschappelijke naam van de soort is, als Aplousina grandipora, voor het eerst geldig gepubliceerd in 1991 door Moyano.